# Tim (musikalbum av Avicii)
Tim (stiliserat TIM) är ett svenskt musikalbum som släpptes den 6 juni 2019. Den första singeln från albumet, "SOS", släpptes den 10 april samma år. Den 1 juni - 2 juni lades kuber där man kunde provlyssna på albumet ut i städerna Stockholm, London, New York, São Paulo, Tokyo och Sydney. Senare släpptes även låtlistan till albumet, som innehåller 12 låtar, bland annat låten Peace Of Mind tillsammans med Vargas & Lagola och Heaven tillsammans med Chris Martin.
När musikproducenten och låtskrivaren Tim 'Avicii' Bergling gick bort i april 2018 lämnade han efter sig en hårddisk med nästan färdiga nya låtar och det är detta material som ligger till grund för det postumt släppta albumet.  Flera olika personer har varit involverade i färdigställandet av musiken enligt nedan.

## Låtlista
1. ”Peace of mind” (featuring Vargas & Lagola)

Kompositörer: Tim Bergling, Vincent Pontare, Salem Al Fakir.
Producenter: Tim Bergling, Vincent Pontare, Salem Al Fakir.
2. ”Heaven” 

Kompositörer: Tim Bergling, Chris Martin
Producent: Tim Bergling
3. ”SOS” (featuring Aloe Blacc)

Kompositörer: Tim Bergling, Kristoffer Fogelmark, Albin Nedler, Kandi Burruss, Tameka Cottle, Kevin Briggs.
Producenter: Tim Bergling, Albin Nedler, Kristoffer Fogelmark.
4. ”Tough love” (featuring Agnes, Vargas & Lagola)

Kompositörer: Tim Bergling, Vincent Pontare, Salem Al Fakir, Isak Alvérus.
Producenter: Tim Bergling, Vincent Pontare, Salem Al Fakir.
5. ”Bad reputation” (featuring Joe Janiak)

Kompositörer: Tim Bergling, Carl Falk, Joe Janiak, Joakim Berg.
Producenter: Tim Bergling, Carl Falk.
6. ”Ain’t a thing” (featuring Bonn)

Kompositörer: Tim Bergling, Carl Falk, Joe Janiak, Joakim Berg.
Producenter: Tim Bergling, Carl Falk.
7. ”Hold the line” (featuring Arizona)

Kompositörer: Tim Bergling, Lucas von Bahder, Zachary Hannah, David Labuguen, Nathan Esquite, PJ Bianco, Andrew Jackson.
Producenter: Tim Bergling, Albin Nedler, Lucas von Bahder.
8. ”Freak” (featuring Bonn)

Kompositörer: Tim Bergling, Kristoffer Fogelmark, Albin Nedler, Hachidai Nakamura, Rokusuke Ei, Justin Vernon, Sam Smith, James Napier, Jeff Lynne, Tom Petty, William Phillips.
Producenter: Tim Bergling, Albin Nedler, Kristoffer Fogelmark.
9. ”Excuse me Mr Sir” (featuring Vargas & Lagola)

Kompositörer: Tim Bergling, Vincent Pontare, Salem Al Fakir, Marcus Thunberg Wessel.
Producenter: Tim Bergling, Vincent Pontare, Salem Al Fakir, Marcus Thunberg Wessel.
10. ”Heart upon my sleeve” (featuring Imagine Dragons)

Kompositörer: Tim Bergling, Dan Reynolds, Wayne Sermon, Ben McKee, Daniel Platzman.
Producent: Tim Bergling. Extra producent: Lucas von Bahder.
11. ”Never leave me” (featuring Joe Janiak)

Kompositörer: Tim Bergling, Kristoffer Fogelmark, Albin Nedler, Joe Janiak, Martin Svensson.
Producenter: Tim Bergling, Albin Nedler, Kristoffer Fogelmark.
12. ”Fades away” (featuring  Noonie Bao)

Kompositörer: Tim Bergling, Carl Falk, Joe Janiak, Joakim Berg.
Producenter: Tim Bergling, Carl Falk.